# Robert Adler
Robert Adler (Viena, Austria 4 de diciembre de 1913 - Boise, Estados Unidos 17 de febrero de 2007) fue el inventor del mando a distancia.

## Información
Nació en Viena a finales del año 1913. Junto a Eugene Polley, ambos empleados de Zenith Electronics, inventó el mando a distancia para cambiar de canal sin moverse del sofá. Desarrollo por el que ambos compartieron el premio Emmy de Tecnología e Ingeniería 1996-1997.
Murió a la edad de 93 años, en Boise, Idaho, por una insuficiencia cardíaca.